# Uxue
Uxue (en basc, cooficialment en castellà Ujué) és un municipi de Navarra, a la Comarca de Tafalla, dins la merindad d'Olite. Està format pels barris de Lupera, La Peña, Las Escuelas, Arriba, Abajo, Pilarraña, El Morape, Andrebucho i Buzakau. Limita amb els municipis de San Martín de Unx, Beire, Pitillas, Santakara, Murillo el Fruto, Gallipienzo, Eslava i Lerga
El nom antic de la vila és Uxue, i així apareix en la seva grafia oficial tant en el segell o encuny de l'Ajuntament com de la Parròquia fins a mitjans del segle dinou. Existeix una coneguda etimologia popular recollida pel Pare Moret i posteriorment per Arturo Campión que fa derivar el nom de la vila d'usoa (coloma en euskera). Els etimologistes no estan en general d'acord amb aquesta versió. Campión creia que el nom del poble provenia de la paraula basca huts (buit) i que havia precedit a la famosa llegenda. José María Jimeno Jurío pensava que provenia del basc euntze (prat) i Zubiaur de ''huntz (heura). Uns altres han pensat en un origen llatí del topònim, basat en puteum(pou). Patxi Salaberri Zaratiegi o Mikel Belasko el consideren en qualsevol cas un topònim d'origen dubtós.

## Demografia
| Evolució demogràfica                            | Evolució demogràfica | Evolució demogràfica | Evolució demogràfica | Evolució demogràfica | Evolució demogràfica | Evolució demogràfica | Evolució demogràfica | Evolució demogràfica | Evolució demogràfica | Evolució demogràfica |
| 1996                                            | 1998                 | 1999                 | 2000                 | 2001                 | 2002                 | 2003                 | 2004                 | 2005                 | 2006                 | 2007                 |
| ----------------------------------------------- | -------------------- | -------------------- | -------------------- | -------------------- | -------------------- | -------------------- | -------------------- | -------------------- | -------------------- | -------------------- |
| 254                                             | 252                  | 242                  | 238                  | 233                  | 233                  | 234                  | 237                  | 237                  | 225                  | 217                  |
| Fonts: Ujué i institut d'estadística de Navarra |                      |                      |                      |                      |                      |                      |                      |                      |                      |                      |

## Administració
| 2007 | Mª Jesús Zoroza Ugalde |
| 2003 | Mª Jesús Zoroza Ugalde |
| 1999 | Angel Remón San Martín |
| 1995 | Angel Remón San Martín |
| 1991 | Miguel Yoldi Orte      |
| 1987 | Miguel Yoldi Orte      |
| 1983 | Simón Ongay Sanz       |
| 1979 | Simón Ongay Sanz       |